# 勝浦駅

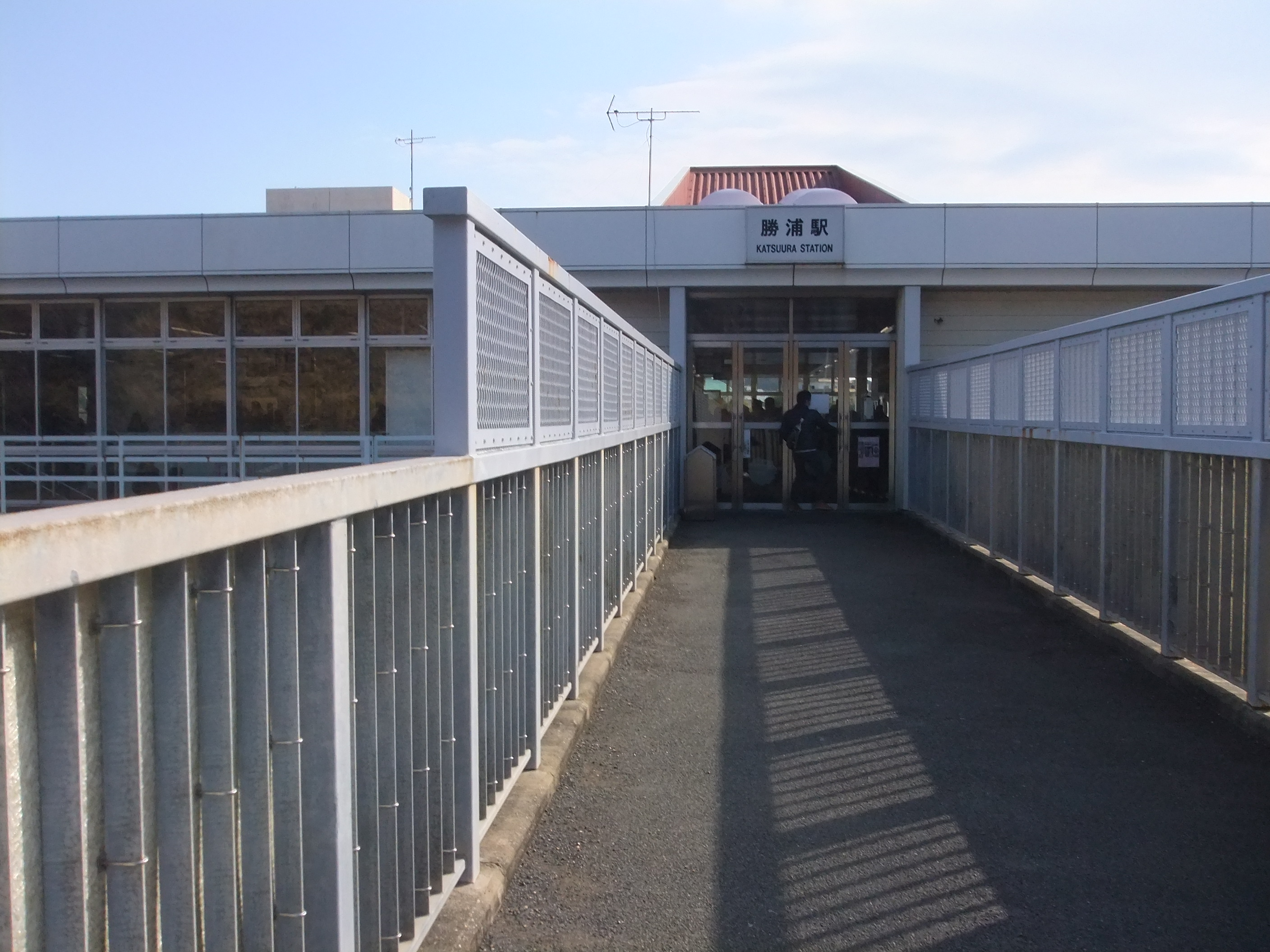
北口（2017年1月）

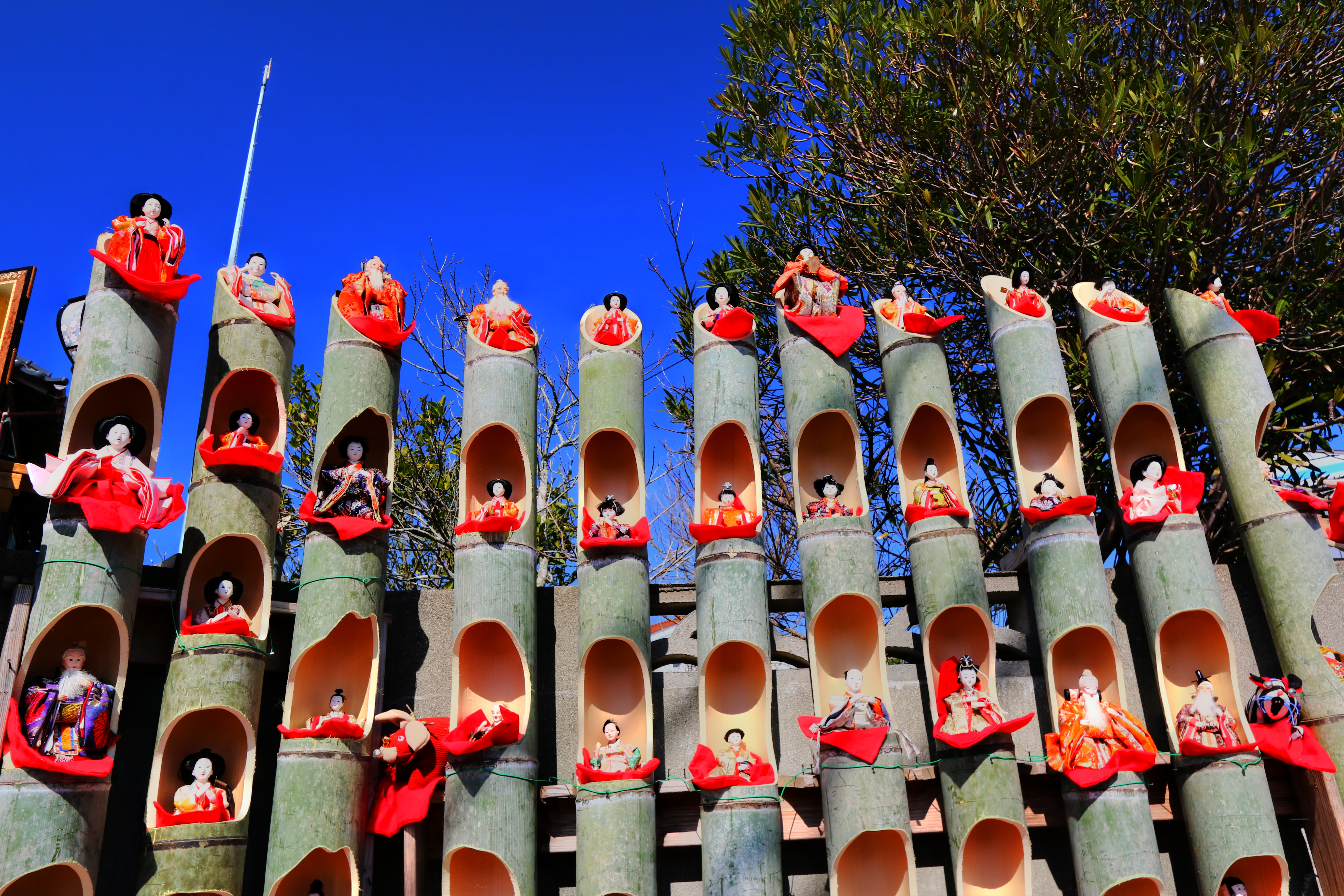
駅入口交差点の竹飾り雛（かつうらビッグひな祭り期間中）

勝浦駅（かつうらえき）は、千葉県勝浦市墨名（とな）にある、東日本旅客鉄道（JR東日本）外房線の駅である。
御宿駅 - 当駅間は複線区間、当駅 - 終点・安房鴨川駅間は単線区間となる。

## 概要
1995年12月1日ダイヤ改正で鴨川運輸区が新設されるまでは駅構内に勝浦運転区が設置されていた。現在も外房線の運行上拠点であり、当駅で折返す普通列車が多数設定されている。また特急「わかしお」の全列車が停車する。
1998年12月7日までは総武快速線・横須賀線からの直通快速が乗入れていた。翌日改正で大原駅までに変更され、さらに2004年10月16日改正で上総一ノ宮駅までの運転に短縮された。その代替として上総一ノ宮駅 - 大原駅・当駅間普通列車が運転されている。
また、2024年3月15日までは京葉線経由の通勤快速が朝の上りと夜の下りにそれぞれ1本ずつ運転されていた（土曜・休日は快速。東京駅 - 蘇我駅 - 誉田駅間は東金線経由成東駅発着列車と連結して10両編成、誉田駅 - 当駅間は6両編成運転）が、翌日の改正で普通列車に変更され、上総一ノ宮駅までの運転に短縮された。
1993年7月2日ダイヤ改正から特急「わかしお」の一部が当駅から安房鴨川駅まで普通列車扱いとなった。
2008年1月25日 - 1月27日には当駅 - 館山駅間でD51形蒸気機関車（498号機）牽引の臨時列車「SL／DL南房総号」が運転された。

## 歴史
1899年（明治32年）12月13日に房総鉄道が大原駅まで開業して以来、勝浦延伸は地域の悲願として国や県への陳情活動が活発に行われた。1910年（明治43年）2月19日には衆議院・貴族院に請願書を提出しており、その翌年より実測が行われた。

### 年表
- 1913年（大正2年）6月20日：鉄道院の駅として開設[1]。
- 1978年（昭和53年）9月30日：貨物取扱廃止[4]。
- 1982年（昭和57年）7月1日：現在の橋上駅舎が完成。
- 1984年（昭和59年）
  - 2月1日：荷物扱い廃止[4]。
  - 2月25日：昭和天皇、香淳皇后の千葉県行幸啓に合わせて勝浦駅発、原宿駅着のお召列車が運転[5]。
- 1987年（昭和62年）4月1日：国鉄分割民営化に伴い、東日本旅客鉄道（JR東日本）の駅となる[1]。
- 1995年（平成7年）11月26日：御宿駅 - 当駅間複線化[6][1]。1番線ホームが増設され2面3線化。旧1・2番線は2・3番線に繰下げられる。
- 2009年（平成21年）3月14日：ICカード「Suica」の利用が可能となる[7]。東京近郊区間に組込まれる[7]。
- 2023年（令和5年）
  - 12月16日：みどりの窓口の営業を終了[2]。
  - 12月17日：話せる指定席券売機を導入[2]。

## 駅構造
単式ホーム1面1線と島式ホーム1面2線、計2面3線を有する地上駅。3番線山側に2本の留置線がある他、1番線下り方に保線用施設がある。橋上駅舎と南北自由通路（夜間閉鎖）を有する他、コンコースには発車標がある。
茂原統括センター（直営駅）であり、管理駅として三門駅 - 行川アイランド駅間の各駅を管理している。駅舎内には自動券売機・話せる指定席券売機・自動改札機・自動精算機が設置されている。
鉄道関連施設として、JR千葉土木技術センター勝浦派出および交通建設大網営業所勝浦派出所がある。

### のりば
| 番線    | 路線    | 方向 | 行先                 |
| ------- | ------- | ---- | -------------------- |
| 1・2・3 | ■外房線 | 下り | 安房鴨川方面         |
| 1・2・3 | ■外房線 | 上り | 蘇我・千葉・東京方面 |

（出典：JR東日本:駅構内図）
- 下り列車は主に2番線、上り列車は主に3番線を使用する。

| 運転番線 | 営業番線 | ホーム     | 千葉方面着発 | 安房鴨川方面着発 | 備考                  |
| -------- | -------- | ---------- | ------------ | ---------------- | --------------------- |
| 1        | 1        | 11両分     | 到着・出発可 | 到着・出発可     |                       |
| 2        | 2        | 11両分     | 到着・出発可 | 到着・出発可     | 下り主本線            |
| 3        | 3        | 11両分     | 到着・出発可 | 到着・出発可     | 上り主本線            |
| 4        |          | ホームなし | 不可         | 不可             | 留置線、2列車留置可能 |
| 5        |          | ホームなし | 不可         | 不可             | 留置線、2列車留置可能 |

- 主本線を発着する場合は通過が可能[8]。
- 運転4・5番線と、ホームとの入出区は、御宿方の上り本線上にてスイッチバックを行う[8]。
- 夜間は1番線に特急列車が、3番線と運転4・5番線に普通列車が留置される。なお、運転4・5番線には2列車ずつ留置される[8]。

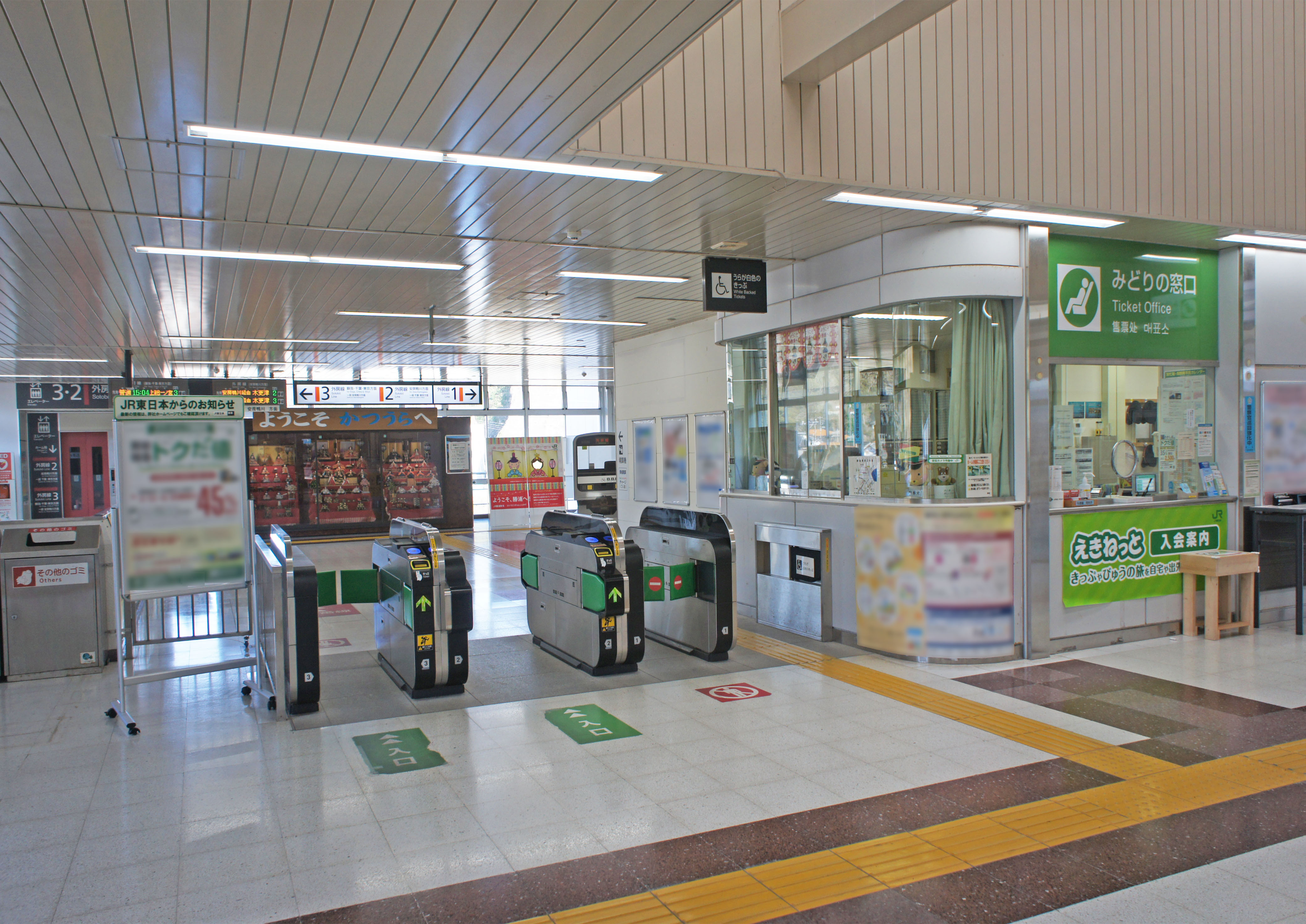
改札口（2022年2月）
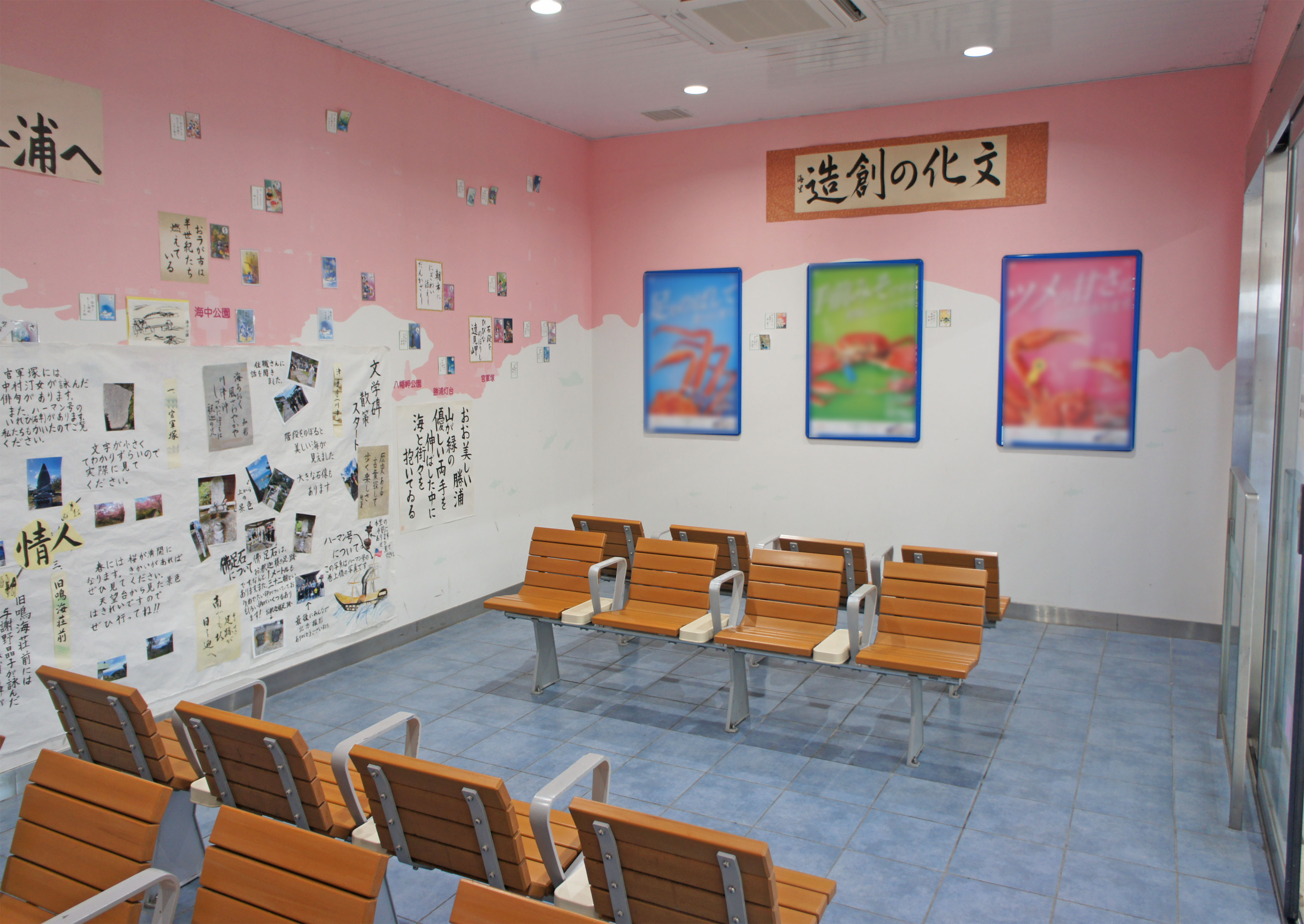
待合室（2022年2月）
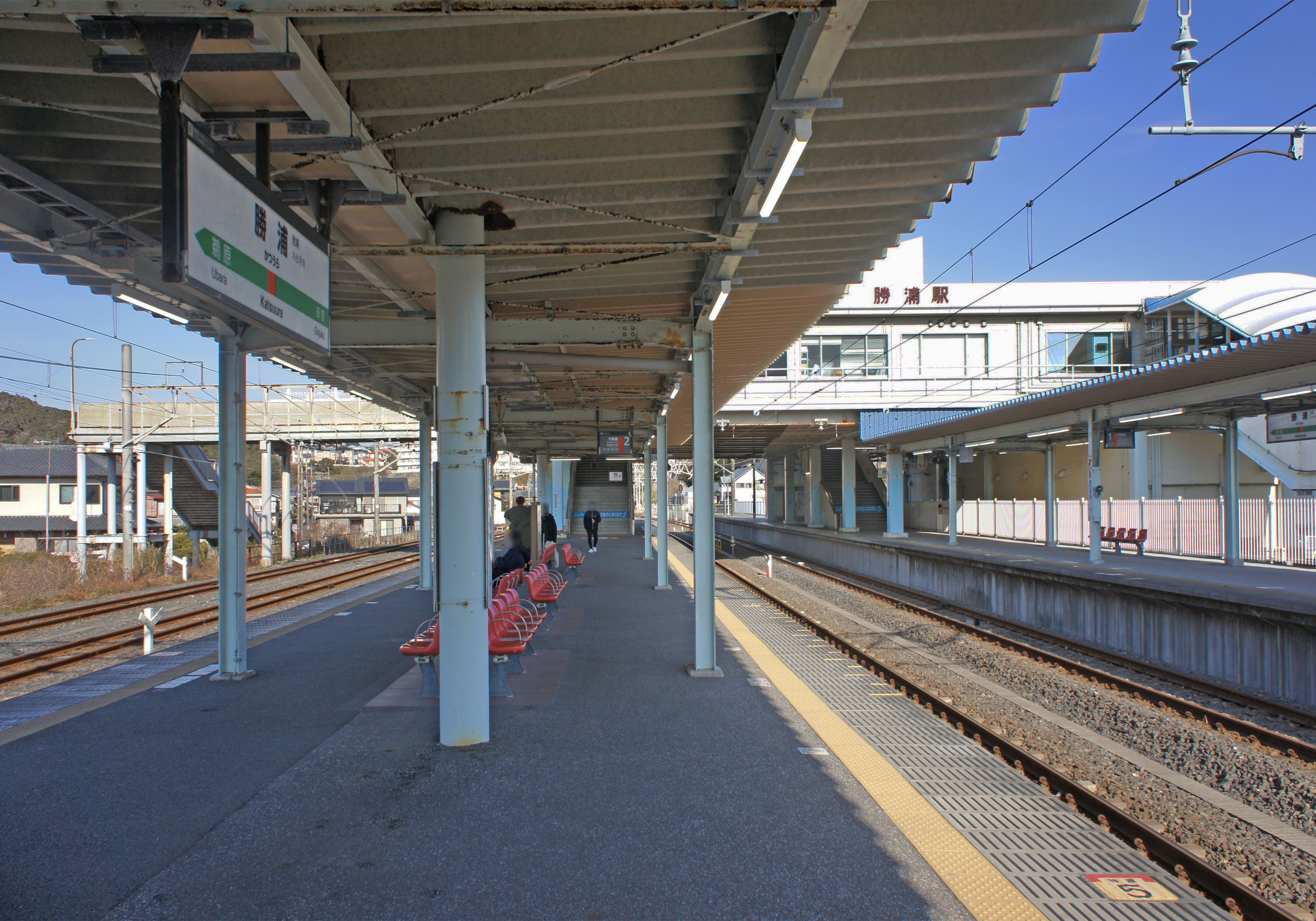
駅ホーム（2022年2月）
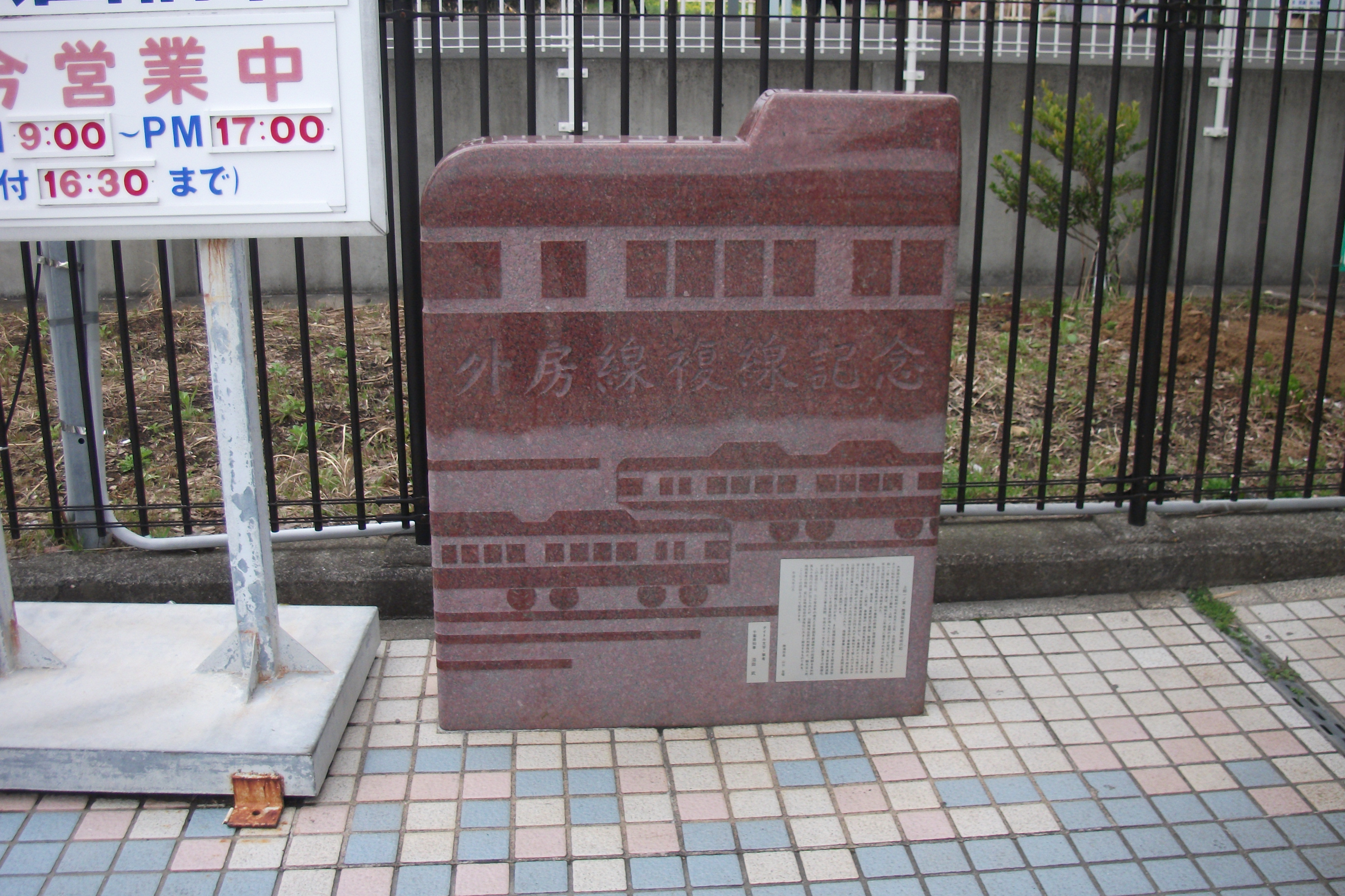
外房線複線記念の碑（上総一ノ宮駅 ‐ 勝浦駅間部分複線化）

## 利用状況
2023年度（令和5年度）の1日平均乗車人員は810人である。近年は減少傾向が続いている。
2001年（平成13年）から毎年開催されているかつうらビッグひな祭り開催時には、当駅が最寄り駅のため混雑する。それに伴い「かつうらひなまつり号」等の臨時列車も運行される。
1990年度（平成2年度）以降の1日平均乗車人員の推移は以下の通り。
| 年度               | 1日平均 乗車人員 | 出典     |
| ------------------ | ---------------- | -------- |
| 1990年（平成02年） | 2,326            | [ * 1 ]  |
| 1991年（平成03年） | 2,262            | [ * 2 ]  |
| 1992年（平成04年） | 2,248            | [ * 3 ]  |
| 1993年（平成05年） | 2,205            | [ * 4 ]  |
| 1994年（平成06年） | 2,207            | [ * 5 ]  |
| 1995年（平成07年） | 2,111            | [ * 6 ]  |
| 1996年（平成08年） | 2,078            | [ * 7 ]  |
| 1997年（平成09年） | 1,918            | [ * 8 ]  |
| 1998年（平成10年） | 1,854            | [ * 9 ]  |
| 1999年（平成11年） | 1,856            | [ * 10 ] |
| 2000年（平成12年） | 1,831            | [ * 11 ] |
| 2001年（平成13年） | 1,726            | [ * 12 ] |
| 2002年（平成14年） | 1,610            | [ * 13 ] |
| 2003年（平成15年） | 1,504            | [ * 14 ] |
| 2004年（平成16年） | 1,435            | [ * 15 ] |
| 2005年（平成17年） | 1,398            | [ * 16 ] |
| 2006年（平成18年） | 1,416            | [ * 17 ] |
| 2007年（平成19年） | 1,413            | [ * 18 ] |
| 2008年（平成20年） | 1,365            | [ * 19 ] |
| 2009年（平成21年） | 1,315            | [ * 20 ] |
| 2010年（平成22年） | 1,270            | [ * 21 ] |
| 2011年（平成23年） | 1,174            | [ * 22 ] |
| 2012年（平成24年） | 1,212            | [ * 23 ] |
| 2013年（平成25年） | 1,215            | [ * 24 ] |
| 2014年（平成26年） | 1,173            | [ * 25 ] |
| 2015年（平成27年） | 1,140            | [ * 26 ] |
| 2016年（平成28年） | 1,097            | [ * 27 ] |
| 2017年（平成29年） | 1,098            | [ * 28 ] |
| 2018年（平成30年） | 1,071            | [ * 29 ] |
| 2019年（令和元年） | 946              | [ * 30 ] |
| 2020年（令和02年） | 585              |          |
| 2021年（令和03年） | 661              |          |
| 2022年（令和04年） | 765              |          |
| 2023年（令和05年） | 810              |          |

## 駅周辺
勝浦市の中心市街地に位置する。駅周辺は行政機関、公共施設、中小商店などが点在し、近隣には国道128号・国道297号が通り、勝浦湾沿いはホテル・旅館・民宿など宿泊施設が点在する。勝浦朝市（日本三大朝市の一つ）やかつうらビッグひな祭りなどのイベントも開催される。
- 国道128号勝浦バイパス（旧勝浦有料道路）
- 国道297号
- 千葉県道233号勝浦停車場線
- 千葉県道246号勝浦港線

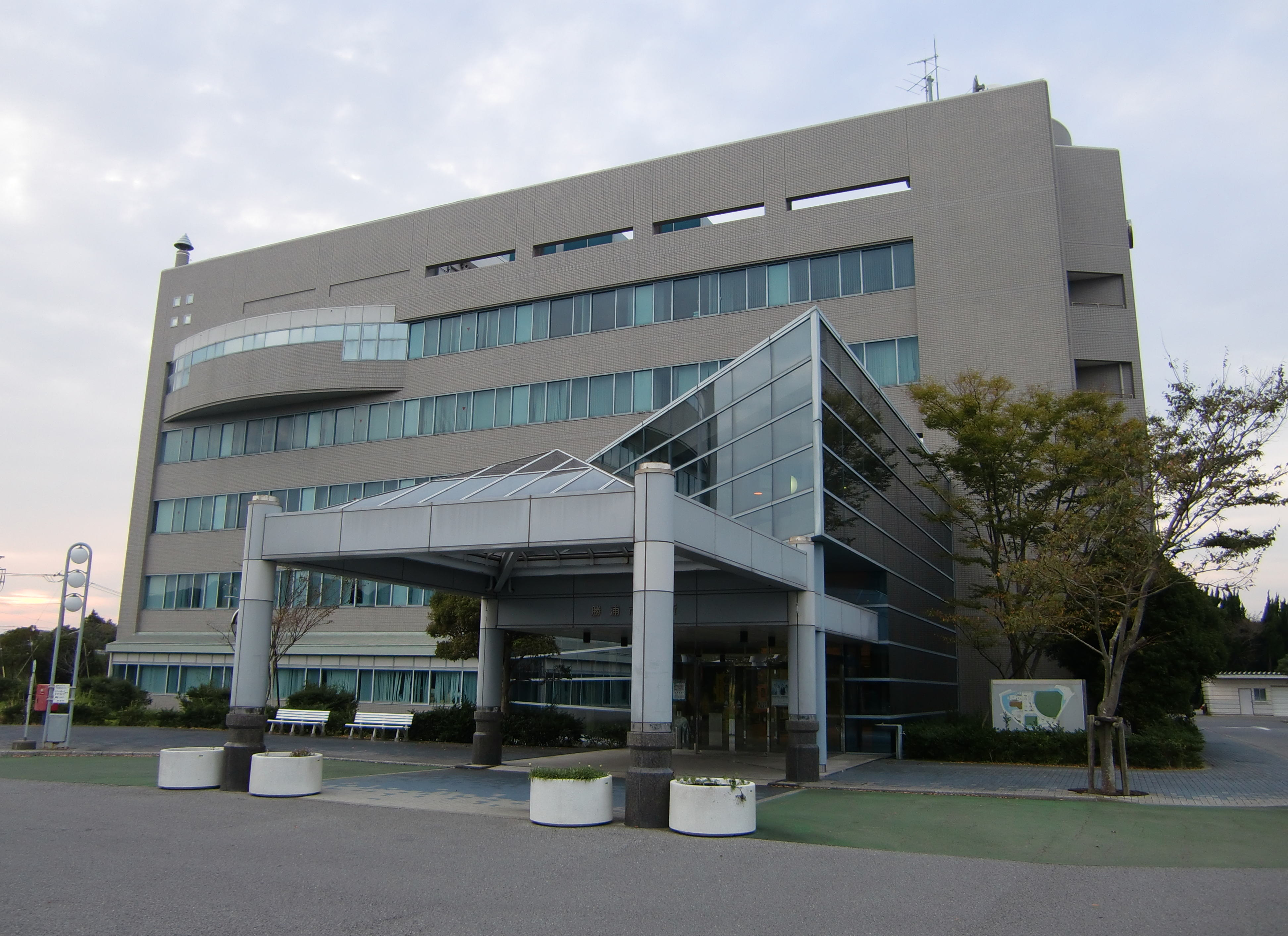
勝浦市役所
- 勝浦市芸術文化交流センターKüste（キュステ）
- 勝浦市立図書館・中央公民館（集会所）
- 勝浦郵便局
- 夷隅健康福祉センター（夷隅保健所）
- 勝浦警察署
- 勝浦海上保安署
- 東京管区気象台勝浦特別地域気象観測所
- KAPPYビジターセンター
- 勝浦中央海水浴場
- 八幡岬公園（勝浦城跡）
- 勝浦漁港
- 勝浦灯台
- 塩田病院
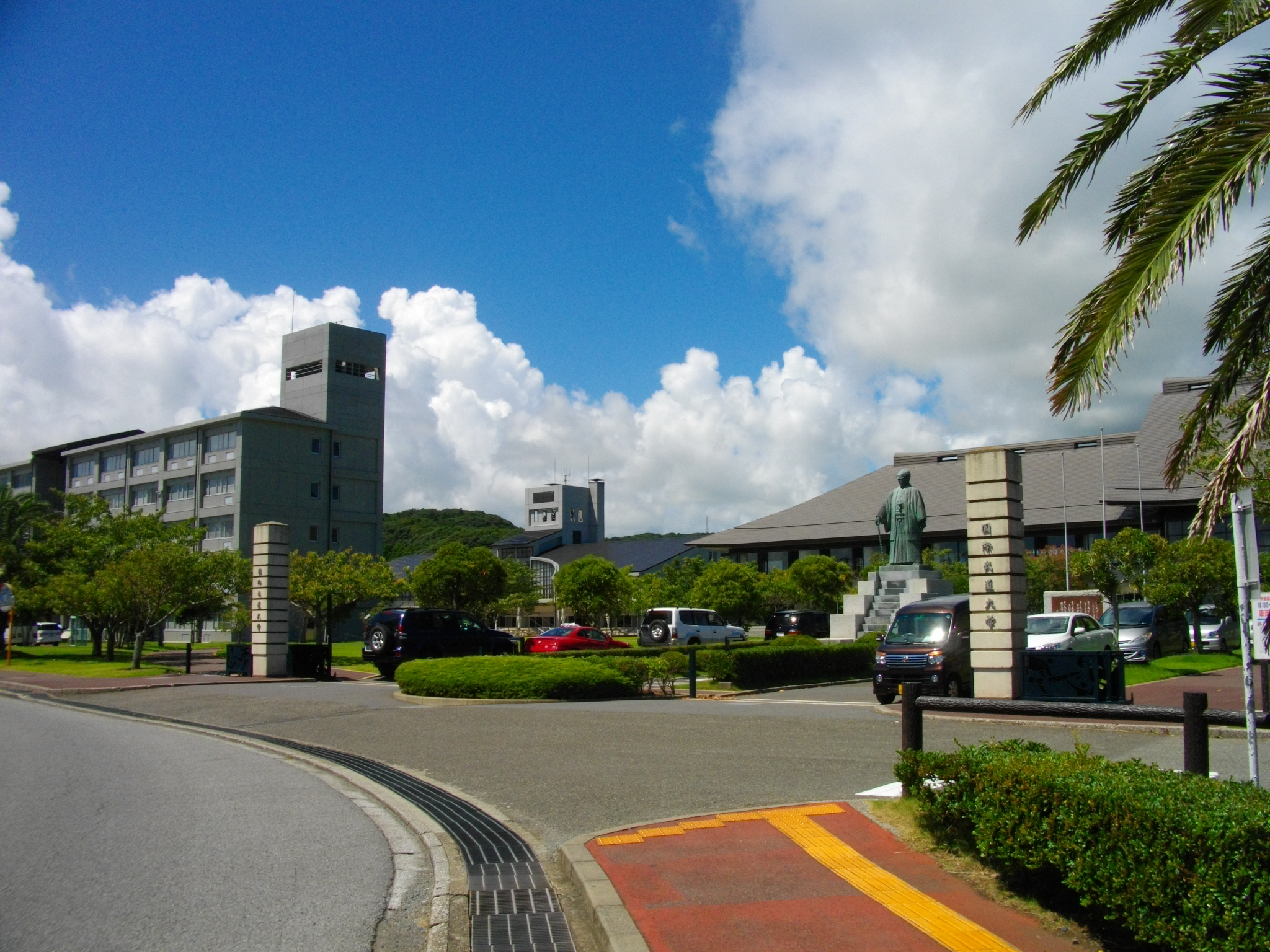
国際武道大学
- 勝浦市立勝浦中学校
- 勝浦市立勝浦小学校
三日月シーパークホテル勝浦、三日月イン
- ベイシア勝浦店
- ウエルシア勝浦新官店

- 勝浦市役所
- 国際武道大学
- 三日月シーパークホテル勝浦

## バス路線
駅前ロータリー内に2ヶ所のバスのりばがあり、1番のりばは主に勝浦市内行、2番のりばは主に市外行路線バスが停車する。
また、高速バスのりばはロータリー内では無く、国道297号勝浦駅前交差点の北側にある。
1番のりば
- 小湊鉄道
  - ミレーニア勝浦行
  - 興津駅行
  - 塩田病院行
  - 勝浦市役所行

2番のりば
- 小湊鉄道
  - 御宿駅行
  - 大多喜車庫行
  - 四ツ石行
  - 塩田病院行

高速バスのりば
- 小湊鉄道・日東交通・京成バス
  - バスターミナル東京八重洲行

## 隣の駅
東日本旅客鉄道（JR東日本）
■外房線
- 特急「わかしお」停車駅（下り1本は当駅より普通として運行）

■普通（各駅停車）
御宿駅 - 勝浦駅 - 鵜原駅

### 記事本文

### 利用状況
1. ↑  千葉県統計年鑑 - 千葉県
2. ↑  数字で見る勝浦市の姿 - 勝浦市

JR東日本の2000年度以降の乗車人員
1. 1 2  各駅の乗車人員（2023年度） - JR東日本
2. ↑  各駅の乗車人員（2000年度） - JR東日本
3. ↑  各駅の乗車人員（2001年度） - JR東日本
4. ↑  各駅の乗車人員（2002年度） - JR東日本
5. ↑  各駅の乗車人員（2003年度） - JR東日本
6. ↑  各駅の乗車人員（2004年度） - JR東日本
7. ↑  各駅の乗車人員（2005年度） - JR東日本
8. ↑  各駅の乗車人員（2006年度） - JR東日本
9. ↑  各駅の乗車人員（2007年度） - JR東日本
10. ↑  各駅の乗車人員（2008年度） - JR東日本
11. ↑  各駅の乗車人員（2009年度） - JR東日本
12. ↑  各駅の乗車人員（2010年度） - JR東日本
13. ↑  各駅の乗車人員（2011年度） - JR東日本
14. ↑  各駅の乗車人員（2012年度） - JR東日本
15. ↑  各駅の乗車人員（2013年度） - JR東日本
16. ↑  各駅の乗車人員（2014年度） - JR東日本
17. ↑  各駅の乗車人員（2015年度） - JR東日本
18. ↑  各駅の乗車人員（2016年度） - JR東日本
19. ↑  各駅の乗車人員（2017年度） - JR東日本
20. ↑  各駅の乗車人員（2018年度） - JR東日本
21. ↑  各駅の乗車人員（2019年度） - JR東日本
22. ↑  各駅の乗車人員（2020年度） - JR東日本
23. ↑  各駅の乗車人員（2021年度） - JR東日本
24. ↑  各駅の乗車人員（2022年度） - JR東日本

千葉県統計年鑑
1. ↑  千葉県統計年鑑（平成3年）
2. ↑  千葉県統計年鑑（平成4年）
3. ↑  千葉県統計年鑑（平成5年）
4. ↑  千葉県統計年鑑（平成6年）
5. ↑  千葉県統計年鑑（平成7年）
6. ↑  千葉県統計年鑑（平成8年）
7. ↑  千葉県統計年鑑（平成9年）
8. ↑  千葉県統計年鑑（平成10年）
9. ↑  千葉県統計年鑑（平成11年）
10. ↑  千葉県統計年鑑（平成12年）
11. ↑  千葉県統計年鑑（平成13年）
12. ↑  千葉県統計年鑑（平成14年）
13. ↑  千葉県統計年鑑（平成15年）
14. ↑  千葉県統計年鑑（平成16年）
15. ↑  千葉県統計年鑑（平成17年）
16. ↑  千葉県統計年鑑（平成18年）
17. ↑  千葉県統計年鑑（平成19年）
18. ↑  千葉県統計年鑑（平成20年）
19. ↑  千葉県統計年鑑（平成21年）
20. ↑  千葉県統計年鑑（平成22年）
21. ↑  千葉県統計年鑑（平成23年）
22. ↑  千葉県統計年鑑（平成24年）
23. ↑  千葉県統計年鑑（平成25年）
24. ↑  千葉県統計年鑑（平成26年）
25. ↑  千葉県統計年鑑（平成27年）
26. ↑  千葉県統計年鑑（平成28年）
27. ↑  千葉県統計年鑑（平成29年）
28. ↑  千葉県統計年鑑（平成30年）
29. ↑  千葉県統計年鑑（令和元年）
30. ↑  千葉県統計年鑑（令和2年）